# سیدنی بترزبی
سیدنی بترزبی (انگلیسی: Sydney Battersby; ۱۸ نوامبر ۱۸۸۷ – ۳ سپتامبر ۱۹۷۴) شناگر اهل بریتانیا بود.
وی در مسابقات کشوری و بین‌المللی در مجموع برندهٔ ۱ مدال نقره، ۱ مدال برنز شده‌است.